# Торгелов
То́ргелов (нем. Torgelow [ˈtɔʁɡəlo], кашуб. Turzô Gôłwa) — город в Германии, в земле Мекленбург-Передняя Померания.
Входит в состав района Иккер-Рандов. Подчиняется управлению Торгелов-Фердинандсхоф. Население составляет 9,6 тыс. человек (2009); в 2003 г. — 10,8 тысяч. Занимает площадь 49,46 км². Официальный код — 13 0 62 058.

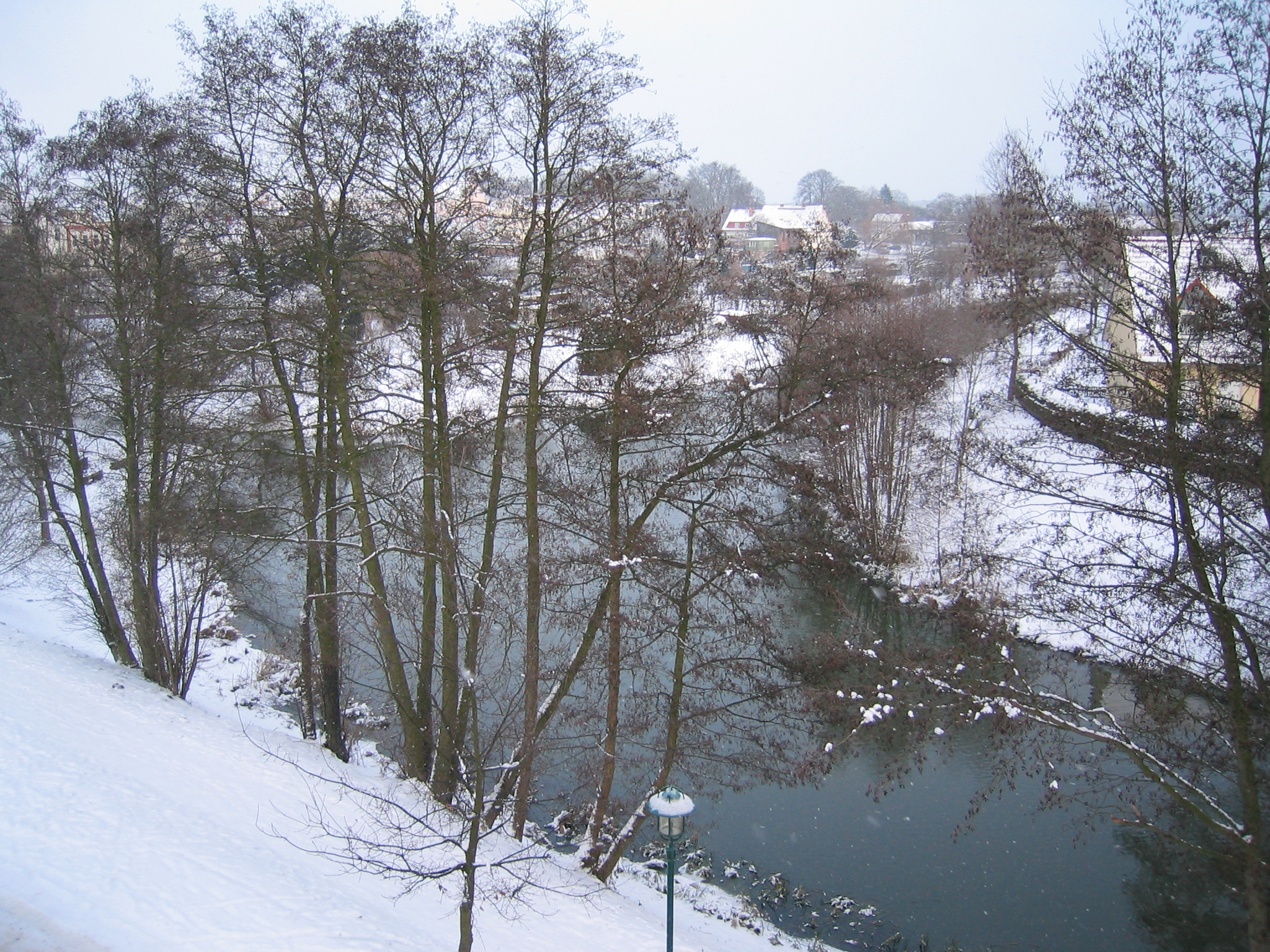
Торгелов

| Год  | Население |
| ---- | --------- |
| 1991 | 13 463    |
| 1995 | 12 586    |
| 2000 | 11 663    |
| 2005 | 10 492    |
| 2010 | 9 413     |